# レソトの国旗
レソトの国旗は、2006年10月4日に制定された。独立40周年を記念し、青白緑の三色旗で中央に、独立時の国旗にあったソト人の帽子（mokorotlo）が再びあしらわれたものが採用された。

バソト国民党の党旗
王室旗

## 旧国旗
レソト最初の国旗は、1966年10月4日の独立時に制定された。青地に白のソト人の帽子が基調。左に緑と赤の縦線が入っていた。青は空と雨、白は平和、緑は国土、赤は誠実を象徴していた。
その後1966年以来この国を支配してきたバソト国民党政権に対するクーデターを受け、1987年1月17日に新国旗が制定された。当時の政府によると、白地の上の図は伝統的なソト人の盾に槍と棍棒のシルエットである。白は平和を表し、水色は雨、緑は繁栄を象徴していた。1993年、民政に移行したが国旗は変更されず議論の的であった。

?イギリス領時代の旗（1884年-1966年）
?1966年-1987年の国旗
?1987年-2006年の国旗
?1966年-1987年の王室旗
?1987年-2006年の王室旗